# Mester (céh)
A céhes mesterek a céh teljes jogú tagjai voltak: olyan iparosok vagy szolgáltatók, akik önálló, kellően felszerelt műhelyt (boltot stb.) tartottak fenn, és abban inasokat, illetve legényeket taníthattak és dolgoztathattak. A mesterek többnyire a városok középrétegéhez tartoztak — övék volt a nyersanyag, a késztermék és az annak eladásából befolyó haszon.
A mesterré váláshoz a leendő szakembernek:
- valamely mester szolgálatában le kellett töltenie a inas-, majd legényéveit,
- a mestermunka (remek) elkészítésével bizonyítania kellett szakmai jártasságát,
- kellő vagyont kellett gyűjtenie a műhelyhez és annak berendezéséhez.

Fentieken túl gyakorta:
- igazolnia kellett törvényes származását;
- polgárjogot kellett kapnia az adott városban;
- meg kellett házasodnia.

A remek bemutatása után a jelöltnek mesterlakomát kellett rendeznie, sőt, a céhrendszer megmerevedésével a belépéshez már felvételi taksát is kellett fizetnie. A céh tagjai a szervezet fenntartására éves taksát fizettek.
A mesterek neveit belépésük sorrendjében a céh mesterkönyvébe jegyezték be, és egyúttal a céh által kiadott mesterlevéllel (németül: Meisterbrief, lengyelül: list majstrowski, oroszul: мастерское свидетельство) igazolták, hogy az új mester a céh teljes jogú tagja.